# Episodi de L'esercito delle 12 scimmie (terza stagione)
La terza stagione della serie televisiva L'esercito delle 12 scimmie, composta da 10 episodi, è stata trasmessa in prima visione sul canale via cavo statunitense Syfy dal 19 maggio al 21 maggio 2017.
In Italia la stagione è stata interamente pubblicata il 19 maggio 2019 sul servizio di video on demand Netflix.
| nº | Titolo    | Titolo italiano | Prima TV USA   | Pubblicazione Italia |
| -- | --------- | --------------- | -------------- | -------------------- |
| 1  | Mother    | Madre           | 19 maggio 2017 | 19 maggio 2019       |
| 2  | Guardians | Guardiani       | 19 maggio 2017 | 19 maggio 2019       |
| 3  | Enemy     | Nemico          | 19 maggio 2017 | 19 maggio 2019       |
| 4  | Brothers  | Fratelli        | 19 maggio 2017 | 19 maggio 2019       |
| 5  | Causality | Casualità       | 20 maggio 2017 | 19 maggio 2019       |
| 6  | Nature    | Natura          | 20 maggio 2017 | 19 maggio 2019       |
| 7  | Nurture   | Cultura         | 20 maggio 2017 | 19 maggio 2019       |
| 8  | Masks     | Maschere        | 21 maggio 2017 | 19 maggio 2019       |
| 9  | Thief     | Ladra           | 21 maggio 2017 | 19 maggio 2019       |
| 10 | Witness   | Testimone       | 21 maggio 2017 | 19 maggio 2019       |